# アンカレッジ・デイリーニューズ
アンカレッジ・デイリーニューズ (英: Anchorage Daily News) は、アメリカ合衆国のアラスカ州アンカレッジで発行されている新聞。アラスカ州で発行されている日刊紙の中で購読者が最も多い。

## 沿革
- 1946年 - アンカレッジ・ニューズという週刊紙として発行開始
- 1976年 - ピューリッツァー賞（公益部門）受賞
- 2014年 - アンカレッジ・デイリー・ニューズからアラスカ・ディスパッチ・ニューズ (Alaska Dispatch News) に改題[1]
- 2017年8月 - 公式サイト上で破産申請中であることを発表。経営権がアラスカ州フェアバンクスの Binkley  Co. に移る[2]。
- 2017年11月 - アンカレッジ・デイリーニューズに再び改題。